# Nils Olav Fjeldheim
Nils Olav Fjeldheim (ur. 18 kwietnia 1977) – norweski kajakarz. Brązowy medalista olimpijski z Aten.
Brał udział w dwóch igrzyskach (IO 00, IO 04). W 2004 zajął trzecie miejsce w rywalizacji kajakarzy w dwójce na dystansie 1000 metrów. Wspólnie z nim płynął Eirik Verås Larsen. Na mistrzostwach świata zdobył trzy medale, złoto (2001) i srebro (2002) w dwójce na dystansie 1000 metrów. Był również trzeci w czwórce na dystansie 200 metrów w 1998. Na mistrzostwach Europy zdobył trzy złote medale w K-2 na dystansie 1000 metrów (2000, 2001 i 2004) i  brąz 2002. W 1999 był drugi na dystansie 200 metrów w K-2.